# Nemóvychi
Nemóvychi (ucraniano: Немо́вичі) es un municipio rural y pueblo de Ucrania, perteneciente al raión de Sarny en la óblast de Rivne.
En 2018, el municipio tenía una población de 11 232 habitantes, de los cuales unos cuatro mil vivían en la capital municipal homónima y el resto repartidos en cinco pedanías. El municipio se fundó en 2017 mediante la fusión de los hasta entonces consejos rurales de Nemóvychi, Znósychi y Tynne. Además de estos tres pueblos, el municipio incluye otros dos: Huta-Pereima y Katerýnivka. La quinta pedanía es un pequeño sélyshche también llamado Nemóvychi, funcionando este último como poblado ferroviario del municipio.
Se conoce la existencia del pueblo en documentos desde 1293. En la partición de 1793 pasó a formar parte del Imperio ruso, que lo integró en la gobernación de Volinia. En 1873-1875 se construyó en sus cercanías  el ferrocarril de Zdolbúniv a Kóvel. Antes de la fundación del actual municipio en 2017, Nemóvychi era sede de un consejo rural que, aparte del pueblo y su poblado ferroviario, únicamente incluía en su territorio los pueblos de Huta-Pereima y Katerýnivka.
El pueblo se ubica en la periferia meridional de Sarny, en la salida de la carretera P05 que lleva a Rivne. En el pueblo sale de la P05 hacia el sureste la carretera T1812, que lleva a Berezne.